# Poleana, Korop
Poleana (în ucraineană Поляна) este un sat în comuna Obolonnea din raionul Korop, regiunea Cernihiv, Ucraina.

## Demografie
Componența lingvistică a localității Cervona Poleana
     Ucraineană (100%)
Conform recensământului din 2001, toată populația localității Poleana era vorbitoare de ucraineană (100%).